# Radio プロジェクトEXA
『Radio プロジェクトEXA』(らじお ぷろじぇくといくさ)は、毎月第4火曜日に音泉で配信されていた番組。

## 概要
「スーパーステマラジオ」と銘打ち、サイトウケンジを中心としたプロジェクトチーム『プロジェクトEXA』が企画・制作している作品やイベントの情報告知・感想・制作時のエピソードを中心にフリートークや番組コーナーを進める形式をとっている。

## パーソナリティ
- サイトウケンジ
- 岡本理絵

## コーナー
- サイトウケンジより面白いものを書ける人、来い！
- りえんじぇるのこども電話相談室
- つまらないお便り/禁断のお便り
- インフォメーション

## ゲスト
- ＃ 1（2016年11月22日） 福原綾香
- ＃ 2（2016年12月27日） 福原綾香
- ＃ 4（2017年 2月13日） 福原綾香[1]・黒銀[2]・五十嵐広二[3]
- ＃ 8（2017年 6月27日） 橋本ちなみ
- ＃ 9（2017年 7月18日） 福原綾香・橋本ちなみ・阿部里果・木緒なち
- ＃10（2017年 8月22日）福原綾香・篠田みなみ・中西伶郎
- ＃13（2017年11月28日）尾崎真実